# Kinh dị Nhật Bản
Văn hóa phẩm kinh dị Nhật Bản (tiếng Anh: Japanese horror, viết tắt: J-horror) hay Kinh dị Nhật Bản là dòng kinh dị viễn tưởng phát sinh từ nền văn hóa đại chúng ở Nhật Bản, thường được chú ý bởi cách xử lý theo chủ đề và quy chuẩn độc nhất vô nhị, tạo nên sự khác biệt với cách thể hiện  kinh dị truyền thống của phương Tây. Thể loại kinh dị Nhật Bản có mặt trong nhiều hình thức như văn học, phim, anime, trò chơi điện tử và tác phẩm nghệ thuật. Kinh dị Nhật Bản có xu hướng tập trung vào kinh dị tâm lý, xây dựng trên sự căng thẳng (hồi hộp) và kinh dị mang yếu tố tâm linh, siêu nhiên, đặc biệt liên quan đến ma (yūrei) và quỷ. Các tiểu thuyết kinh dị khác của Nhật Bản có các chủ đề về tín ngưỡng dân gian như nhập xác, trừ tà, Shaman giáo, bói toán và yêu quái (yōkai).
Lịch sử kinh dị Nhật Bản có thể bắt nguồn từ thời kỳ Edo và thời kỳ Minh Trị, khi tiểu thuyết kinh dị và những câu chuyện ma quái được gọi là kaidan xuất hiện ở Nhật Bản. Ngoài ra, các hình thức sân khấu truyền thống của Nhật Bản như Kabuki và Noh thường miêu tả những câu chuyện liên quan đến các linh hồn báo thù và cái chết; Những yếu tố này của Kabuki và Noh đã ảnh hưởng đến các tác phẩm kinh dị Nhật Bản sau này, chẳng hạn như các bộ phim Onibaba (1964) và Kwaidan, lần lượt truyền cảm hứng cho các loạt phim kinh dị Nhật Bản như The Ring và Ju-On. Các nhánh phụ của kinh dị Nhật Bản bao gồm tiểu thuyết kaiju, đề cập đến các tác phẩm mô tả quái vật khổng lồ và tiểu thuyết về thây ma.

## Điện ảnh kinh dị Nhật Bản

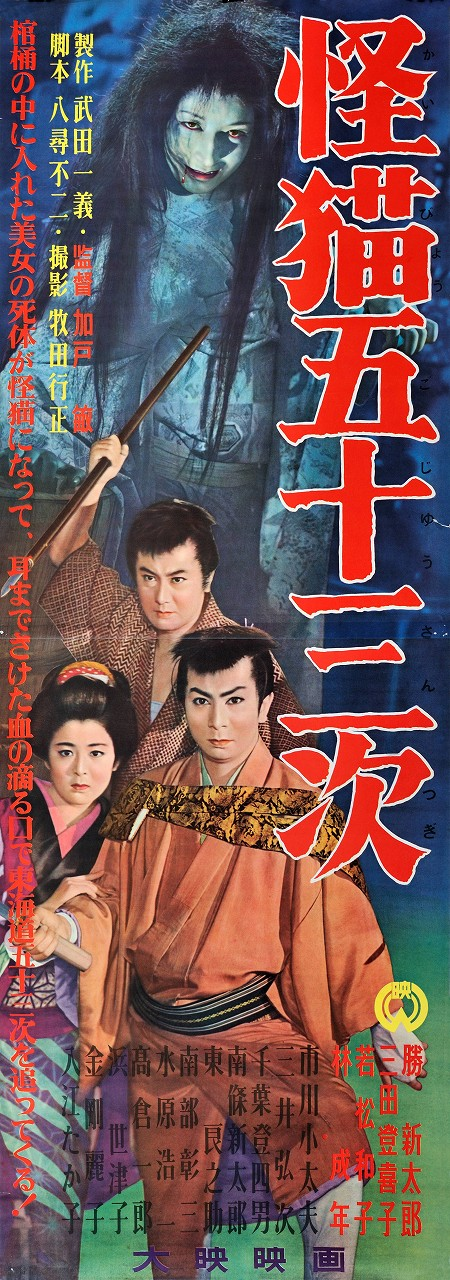
Áp phích phim kinh dị Kaibyo Gojusan-tsugi (1956).

### Lịch sử và phát triển
Sau vụ ném bom ở Hiroshima và Nagasaki năm 1945, điện ảnh kinh dị Nhật Bản chủ yếu gồm những bóng ma báo thù, dị nhân phóng xạ và kaiju (quái vật bức xạ khổng lồ) bắt đầu với Godzilla (1954). Thời hậu chiến cũng là lúc thể loại kinh dị nổi lên ở Nhật Bản. Một trong những bộ phim kinh dị lớn đầu tiên của Nhật Bản là Onibaba (1964), do Shindo Kaneto làm đạo diễn. Bộ phim được phân loại là phim chính kịch lịch sử kinh dị, kể về một người phụ nữ và mẹ chồng của cô ấy cố gắng sống sót trong một cuộc nội chiến. Giống như nhiều bộ phim kinh dị đầu tiên của Nhật Bản, các yếu tố phần lớn được lấy từ kịch Kabuki và kịch Noh truyền thống. Onibaba cũng cho thấy ảnh hưởng nặng nề từ Thế chiến II. Bản thân Shindo tiết lộ cách hóa trang được sử dụng trong cảnh lột mặt nạ được lấy cảm hứng từ những bức hình mà anh đã xem về những nạn nhân bị cắt xẻo trong vụ đánh bom nguyên tử. Năm 1965, bộ phim Kwaidan được phát hành. Do Kobayashi Masaki làm đạo diễn, Kwaidan là một bộ phim tuyển tập bao gồm bốn câu chuyện, mỗi chuyện dựa trên những câu chuyện ma truyền thống. Tương tự như Onibaba, Kwaidan lồng ghép các yếu tố kịch Noh vào cốt truyện. Tuyển tập sử dụng các yếu tố kinh dị tâm lý hơn là chiến thuật jump scare phổ biến trong các bộ phim kinh dị phương Tây. Ngoài ra, Kwaidan còn thể hiện một điểm chung thường thấy trong nhiều bộ phim kinh dị Nhật Bản, đó là hình ảnh lặp đi lặp lại về người phụ nữ với mái tóc dài rối bù xõa xuống mặt. Ví dụ về các bộ phim khác được tạo ra sau khi Kwaidan đưa mô-típ này vào cốt truyện là Ringu (1998), The Grudge (2004) và Exte (2007). Hình ảnh này được lấy trực tiếp từ một câu chuyện dân gian truyền thống của Nhật Bản tương tự như Medusa.

## Phim nổi bật
- Audition
- Loạt Battle Royale
- Bloodthirsty Trilogy[10]
- Carved: The Slit-Mouthed Woman (Kuchisake-onna)
- Carved 2: The Scissors Massacre (Kuchisake-onna 2)
- Cold Fish (2010)
- Cult
- Cure
- Cursed
- Dark Water (Honogurai Mizu No Soko Kara)
- Loạt Eko Eko Azarak
- Exte (Ekusute)
- Loạt Gakkō no Kaidan
- Gemini (Sōseiji)
- Loạt  Godzilla (Gojira)
- Goke, Body Snatcher from Hell[11]
- Loạt  Guinea Pig
- The Happiness of the Katakuris
- House (Hausu)
- Loạt  J-Horror Theater
  - Infection (Kansen)
  - Premonition (Yogen)
  - Reincarnation (Rinne)
  - Retribution (Sakebi)
  - Kaidan (Kaidan)
  - The Sylvian Experiments (Kyōfu)
- Jigoku (1960) hay còn gọi là The Sinners of Hell[12]
- Loạt Ju-on
- Kaidan Shin Mimibukuro: Yūrei Mansion
- Kakashi
- Kuroneko
- Kwaidan
- Marebito
- Naked Blood
- Nightmare Detective (Akumu Tantei)
- Nightmare Detective 2 (Akumu Tantei2)
- Noroi: The Curse
- Occult
- One Cut of the Dead
- Loạt One Missed Call (Chakushin ari)
- Onibaba
- Over Your Dead Body (Kuime)
- Parasite Eve
- Pulse (Kairo)
- Pyrokinesis
- Reincarnation (Rinne)
- Loạt Ring (Ringu)
- Shikoku
- Strange Circus (Kimyô na sâkasu)
- Suicide Club (Jisatsu Sākuru)
- Sweet Home
- Tag (Real Onigokko or Riaru Onigokko)
- Tales From The Dead
- Teketeke
- Tetsuo: The Iron Man
- Three... Extremes (Box segment) (2004)
- Tokaido Yotsuya kaidan (1959)[13]
- Tomie series
- Unholy Women
- Uzumaki (Spiral)
- Versus
- Zoo

### Đạo diễn đáng chú ý
- Kobayashi Masaki
- Kurosawa Kiyoshi
- Miike Takashi
- Nakagawa Nobuo
- Nakata Hideo
- Oikawa Ataru
- Shimizu Takashi
- Shindo Kaneto
- Shiraishi Kōji
- Sono Sion
- Tsukamoto Shinya
- Tsuruta Norio

## Các thể loại phụ khác
Trong khi bài viết này chủ yếu tập trung vào phong cách "kinh dị Nhật Bản" đương đại của thể loại tâm lý kinh dị, vốn nổi tiếng với các bộ phim như Ringu trong những năm 1990, cũng có những bộ phim khác thuộc thể loại phụ của kinh dị Nhật Bản, chẳng hạn như phim quái vật kaiju và zombie.

## Phương tiện truyền thông khác

### Anime và manga
Một số bộ phim kinh dị nổi tiếng của Nhật Bản dựa trên manga, gồm Tomie, Uzumaki, và Yogen.

### Trò chơi điện tử
- Ao Oni
- Calling
- Castlevania
- Clock Tower
- Corpse Party
- D
- Deadly Premonition
- Dino Crisis
- Fatal Frame
- Ghost House
- Ib
- Ju-on: The Grudge
- Kenseiden
- Kuon
- Laplace no Ma
- Night of Sacrifice
- Overblood
- Parasite Eve
- Resident Evil
- Silent Hill
- Siren
- Splatterhouse
- Sweet Home
- The House of the Dead
- The Witch's House